# Severino González
Severino Yunier González (nacido el 28 de septiembre de 1992) es un lanzador de béisbol profesional panameño que actualmente juega para Abu Dhabi Falcons de la Baseball United. Jugó en las Grandes Ligas de Béisbol para los Philadelphia Phillies .

## Carrera

### Philadelphia Phillies
González firmó con los Filis de Filadelfia como agente libre internacional en abril de 2011.Jugando para Reading Fightin Phils en 2013, González tuvo un promedio de rendimiento limpio de 2.00 con 119 ponches.103 2⁄3 entradas lanzadas. Después de la temporada, ganó el premio Paul Owens como Lanzador del Año de las Ligas Menores de los Filis.González hizo su debut en Grandes Ligas el 28 de abril de 2015, contra los Cardenales de San Luis. González apareció en 27 juegos para Filadelfia en 2016, registrando efectividad de 5.60 con 34 ponches en 35.1 entradas lanzadas. El 19 de enero de 2017, González fue designado para asignación por los Filis tras el fichaje de Michael Saunders.

### Miami Marlins
el 24 de enero de 2017, González fue traspasado a los Miami Marlins por dinero en efectivo o un jugador que se nombrará más adelante. El 17 de febrero de 2018, González fue transferido a Triple-A . Su contrato fue seleccionado por los Marlins el 1 de abril Al día siguiente, González fue designado para asignación. González aclaró los waivers y volvió a pasar a Triple-A . Fue puesto en libertad el 18 de junio de 2018.

### Saraperos de Saltillo
El 7 de julio de 2018 González firmó con los Saraperos de Saltillo de la Liga Mexicana de Béisbol. Quedó en libertad el 20 de julio de 2018.

### Bravos de Margarita
el 6 de noviembre de 2019 fue fichado por los Bravos de Margarita. Quedó en libertad el 14 de diciembre de 2019.

### Federales de Chiriquí
Luego de la temporada 2020, jugó con los Federales de Chiriquí en la Serie del Caribe 2021.

### Guerreros de Oaxaca
El 5 de junio de 2022 González firmó con los Guerreros de Oaxaca de la Liga Mexicana. Fue puesto en libertad el 3 de julio de 2022.

### Abu Dhabi Falcons
el 23 de octubre de 2023 fue drafteado por los Abu Dhabi Falcons de la Baseball United.

## Selección nacional
Fue seleccionado para la selección nacional de béisbol de Panamá en el Clasificatorio a los Juegos Panamericanos 2019. González fue seleccionado para representar a Panamá en la clasificación al Clásico Mundial de Béisbol 2023.

## enlaces externos
- Esta obra contiene una traducción  derivada de «Severino González» de Wikipedia en inglés, publicada por sus editores bajo la Licencia de documentación libre de GNU y la Licencia Creative Commons Atribución-CompartirIgual 4.0 Internacional.
- Severino González en MLB
- Severino González en ESPN

- Datos: Q19842086